# Tụ Long
Tụ Long (chữ Hán: 聚龍 hay 聚竜) là địa danh cũ của Việt Nam, gắn liền với mỏ đồng Tụ Long (聚龍銅廠) nằm trên vùng biên giới Việt Nam-Trung Quốc, là vùng đất từng thuộc Việt Nam từ trước thời nhà Lê sơ và Lê trung hưng cho đến cuối thế kỷ 19 đầu thời kỳ Pháp thuộc ở Việt Nam thì bị cắt cho Trung Quốc, theo Công ước Pháp-Thanh 1887 và Công ước Pháp-Thanh 1895.

## Nguồn gốc

Bản đồ vùng Tụ Long trên biên giới Việt Nam - Trung Quốc năm 1902. (Trong bản đồ địa danh Tụ Long được ghi chú là Tu Long, nằm thẳng ngay bên dưới địa danh Ma Yen Son (Mã Yên Sơn), nhưng đã nằm ở bên kia biên giới thuộc lãnh thổ Trung Quốc. Địa danh được chú là Mo Peu là Mã Bá nay là trấn Mã Bạch huyện lỵ của huyện Mã Quan.)

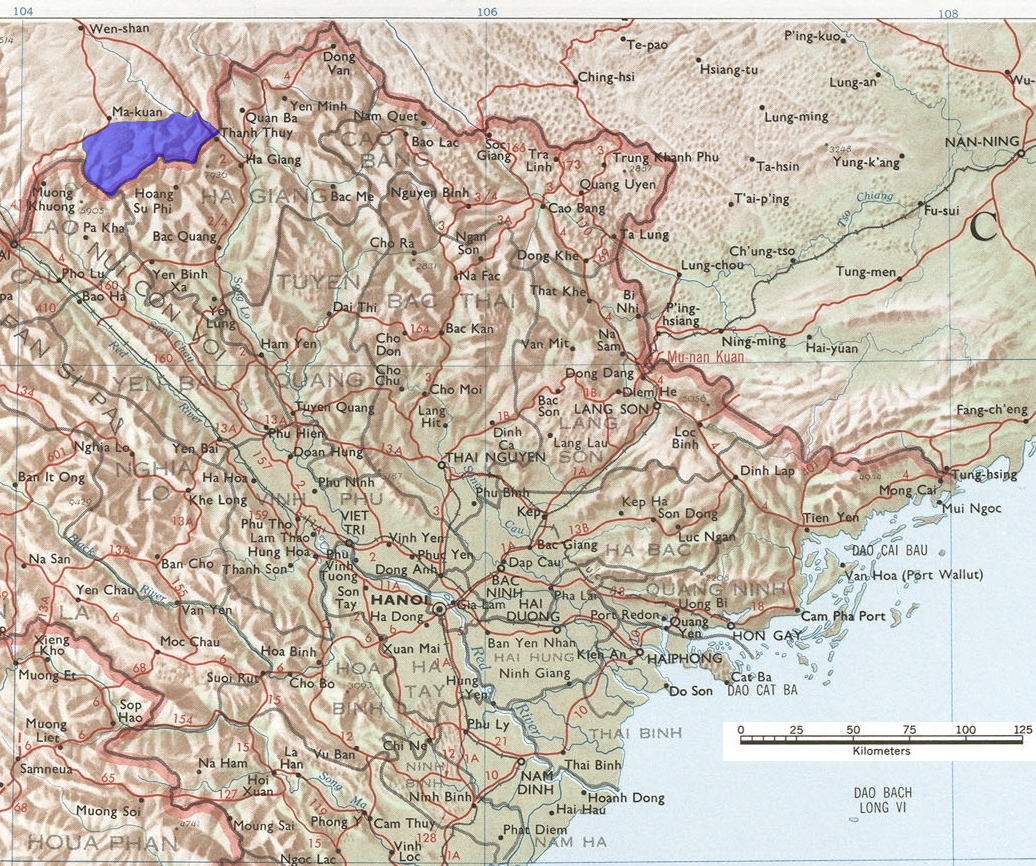
Tổng Tụ-Long tức tổng Phương Độ thời Nguyễn.

Bản đồ khu vực Tụ Long ngày nay.

## Cương vực xã Tụ Long tổng Phương Độ thời nhà Lê

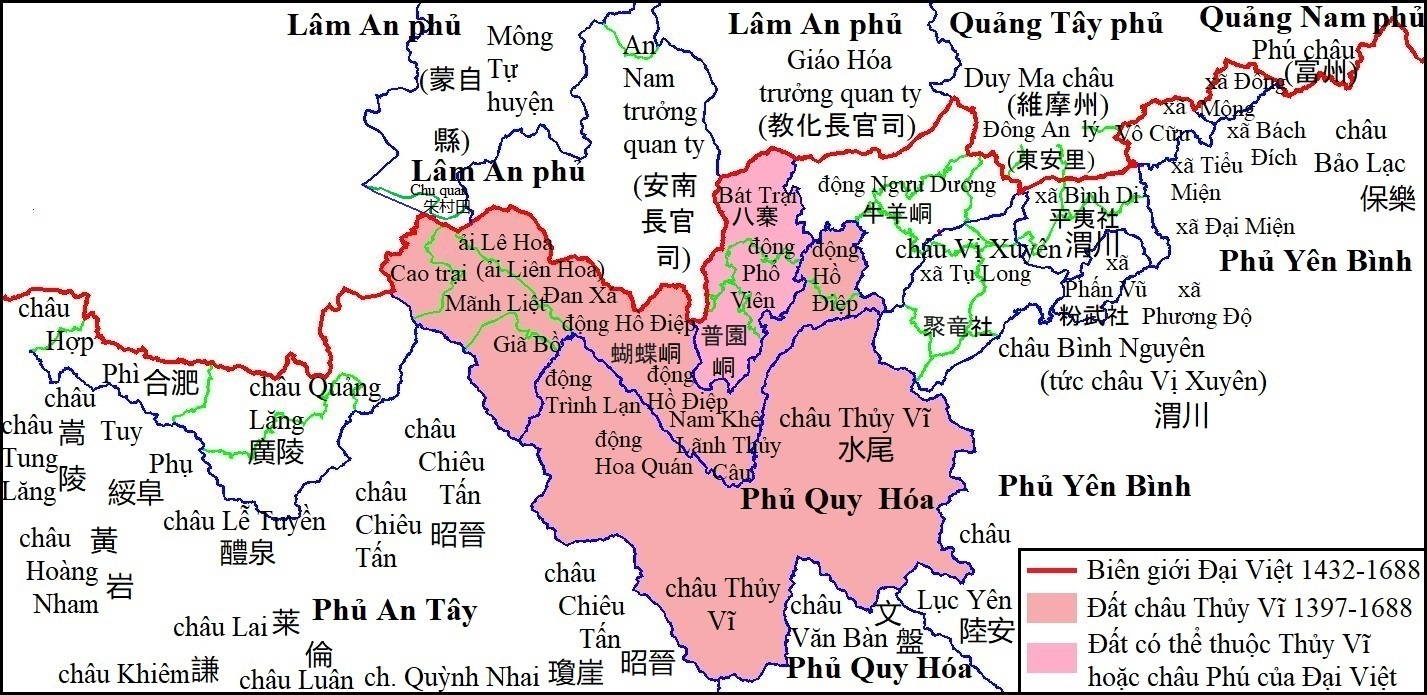
Địa bàn xã Tụ Long châu Bình Nguyên (từ thời nhà Mạc đổi thành châu Vị Xuyên) phủ Yên Bình xứ Tuyên Quang trên vùng biên giới Đại Việt - Đại Minh 1428-1644, và vùng biên giới Đại Việt - Đại Thanh 1644-1688.

## Công ước Pháp Thanh 1887 cắt đất Tụ Long-Phấn Vũ-Bình Di cho Trung Hoa

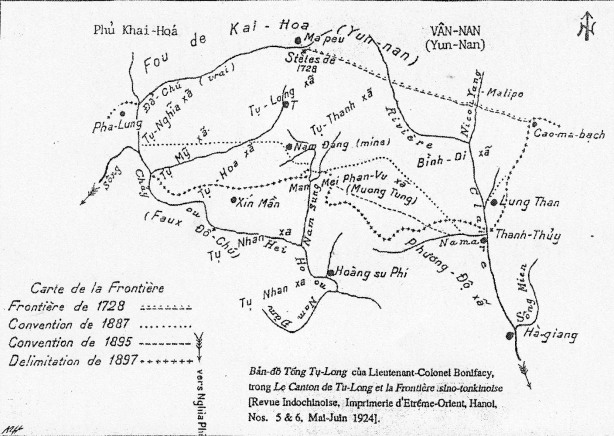
Biên giới Việt Nam - Trung quốc thay đổi sau các công ước Pháp Thanh, làm Việt Nam mất dần vùng đất Tụ Long.

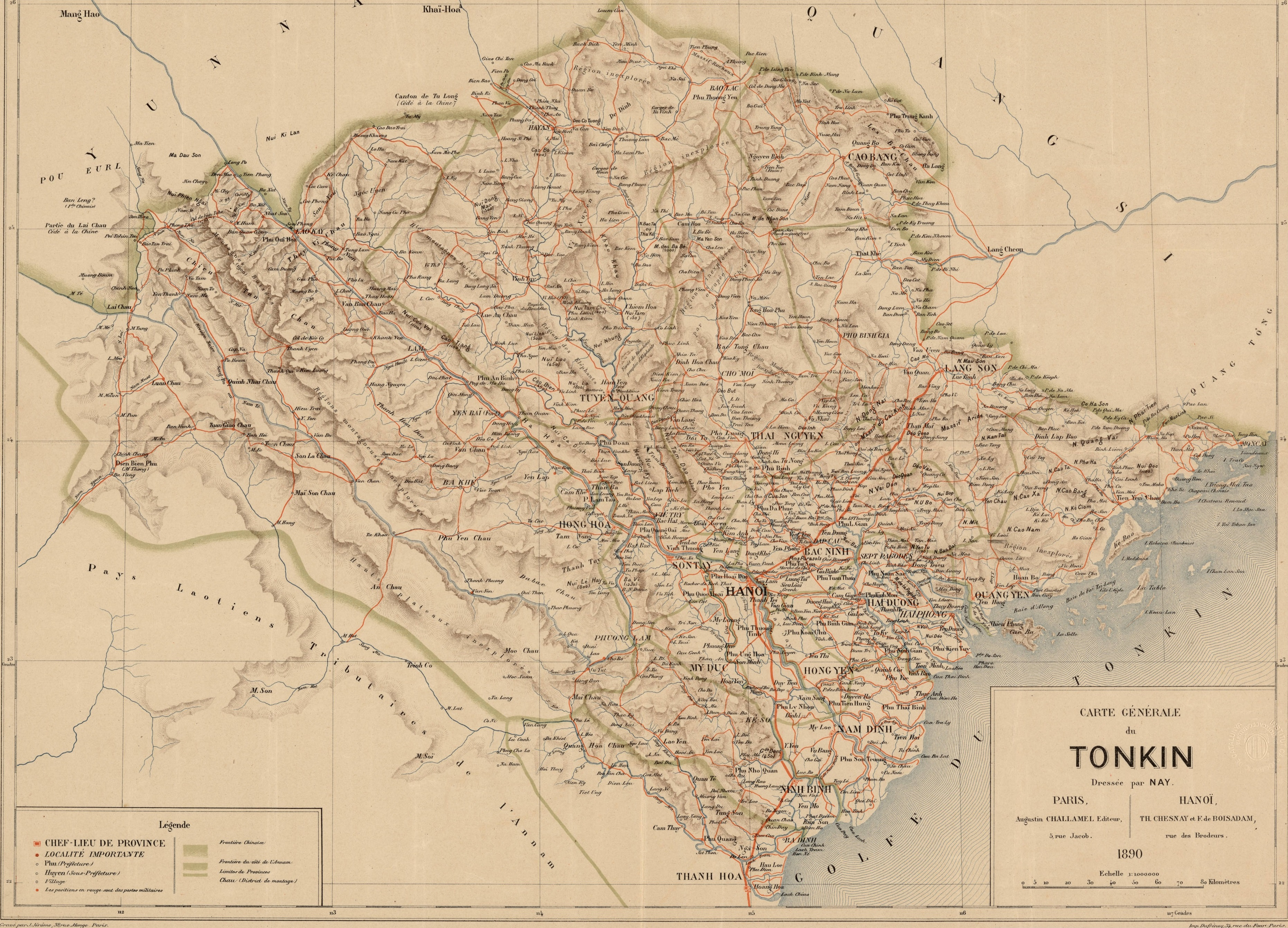
Tổng Tụ Long thuộc Trung Quốc trong bản đồ Bắc Kỳ năm 1890.

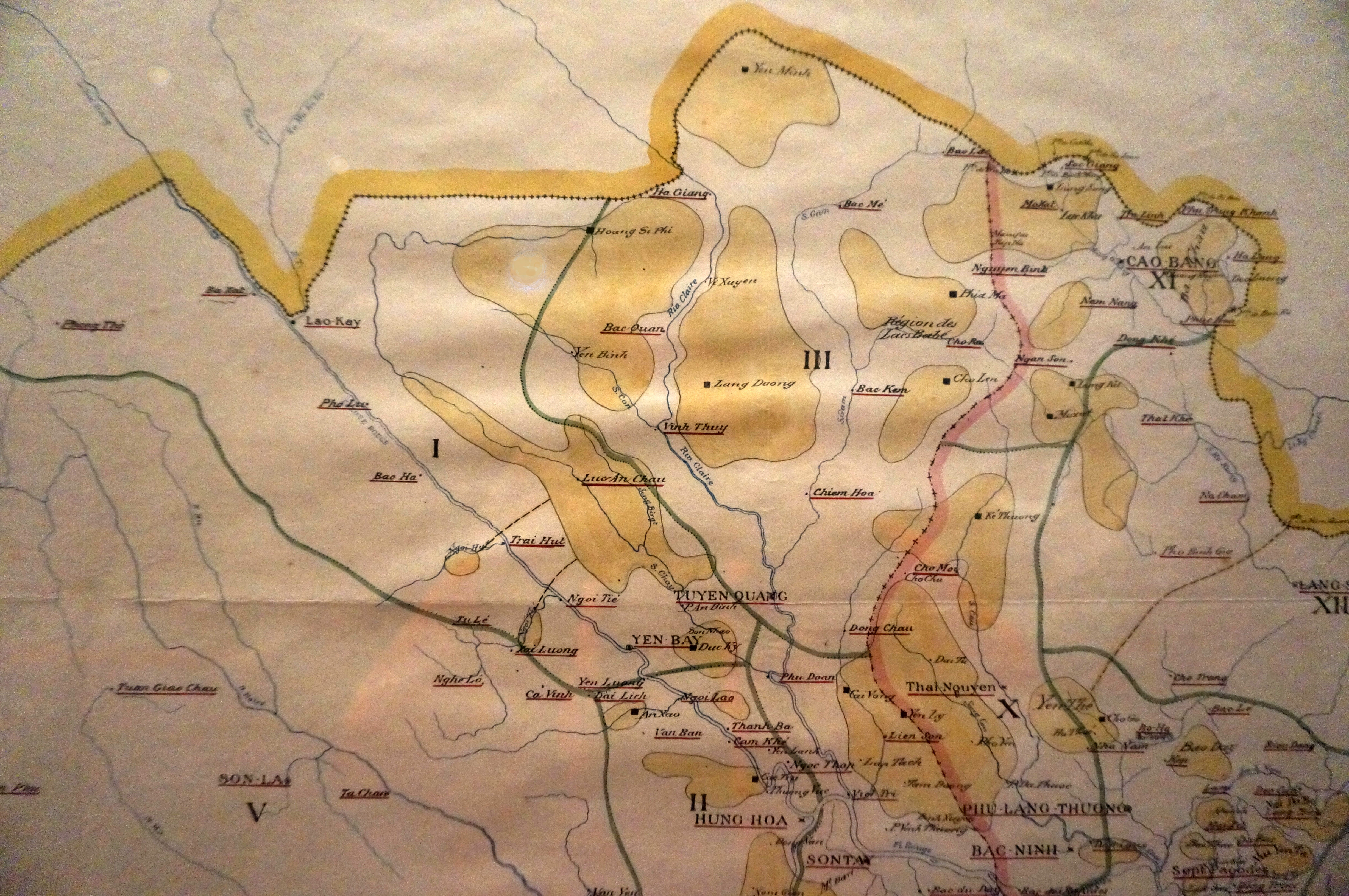
Biên giới Việt Nam - Trung Quốc khoảng thời điểm năm 1889, giữa các công ước Pháp Thanh 1887 và 1895. (Khu vực Lào Cai-Hà Giang nơi có vùng Tự Long, biên giới chạy thẳng ngang theo hướng đông -tây).